# قرار مجلس الأمن التابع للأمم المتحدة رقم 197
قرار مجلس الأمن التابع للأمم المتحدة رقم 197، الذي اعتمد بالإجماع في 30 أكتوبر 1964، بعد النظر في طلب جمهورية زامبيا للانضمام إلى عضوية الأمم المتحدة، أوصى المجلس الجمعية العامة بقبول جمهورية زامبيا.